# Campeonato Mundial de Lucha de 2023
El LXXIII Campeonato Mundial de Lucha se celebró en Belgrado (Serbia) entre el 16 y el 24 de septiembre de 2023 bajo la organización de United World Wrestling (UWW) y la Federación Serbia de Lucha.
Originalmente, el campeonato iba a realizarse en Krasnoyarsk (Rusia), pero debido a la invasión rusa de Ucrania, esta sede fue cancelada.
Las competiciones se realizaron en la Štark Arena de la capital serbia.

## Medallistas

### Lucha grecorromana masculina
| Evento         | Oro                                 | Plata                       | Bronce                                                 |
| -------------- | ----------------------------------- | --------------------------- | ------------------------------------------------------ |
| 55 kg (22.09)  | Eldəniz Əzizli Azerbaiyán           | Nugzar Tsurtsumia Georgia   | Poya Dadmarz Irán Jasurbek Ortiqboyev Uzbekistán       |
| 60 kg (23.09)  | Zholaman Sharshenbekov · Kirguistán | Kenichiro Fumita Japón      | Cao Liguo China Islomjon Bahromov Uzbekistán           |
| 63 kg (24.09)  | Leri Abuladze Georgia               | Murad Məmmədov Azerbaiyán   | Enes Başar Turquía Georgi Tibilov Serbia               |
| 67 kg (24.09)  | Luis Orta Sánchez · Cuba            | Həsrət Cəfərov Azerbaiyán   | Mate Nemeš Serbia Mohamadreza Gueraei Irán             |
| 72 kg (23.09)  | Ibrahim Ghanem Francia              | Róbert Fritsch · Hungría    | Selçuk Can Turquía Ali Arsalan Serbia                  |
| 77 kg (22.09)  | Akzhol Majmudov · Kirguistán        | Sənan Süleymanov Azerbaiyán | Maljas Amoyan Armenia Nao Kusaka Japón                 |
| 82 kg (22.09)  | Rafiq Hüseynov Azerbaiyán           | Alireza Mohmadi Irán        | Yaroslav Filchakov · Ucrania · Aues Gonibov · AIN      |
| 87 kg (24.09)  | Ali Cengiz Turquía                  | Dávid Losonczi · Hungría    | Semen Novikov · Bulgaria · Zhan Beleniuk · Ucrania     |
| 97 kg (23.09)  | Gabriel Rosillo Kindelán · Cuba     | Artur Alexanian Armenia     | Mohamad Saravi · Irán · Artur Omarov · República Checa |
| 130 kg (22.09) | Amin Mirzazadeh Irán                | Rıza Kayaalp Turquía        | Óscar Pino Hinds · Cuba · Abdelatif Mohamed · Egipto   |

### Lucha libre masculina
| Evento         | Oro                            | Plata                           | Bronce                                                        |
| -------------- | ------------------------------ | ------------------------------- | ------------------------------------------------------------- |
| 57 kg (18.09)  | Stevan Mićić Serbia            | Rei Higuchi Japón               | Zelimkhan Abakarov · Albania · Arsen Harutiunian · Armenia    |
| 61 kg (17.09)  | Vitali Arujau Estados Unidos   | Abasgadzhi Magomedov · AIN      | Shota Phartenadze · Georgia · Tairbek Zhumashbek · Kirguistán |
| 65 kg (19.09)  | Iszmail Muszukajev · Hungría   | Sebastián Rivera Puerto Rico    | Vazguen Tevanian · Armenia · Shamil Mamedov · AIN             |
| 70 kg (17.09)  | Zain Retherford Estados Unidos | Amir Yazdani Irán               | Arman Andreasian Armenia Ramazan Ramazanov Bulgaria           |
| 74 kg (18.09)  | Zaurbek Sidakov · AIN          | Kyle Dake Estados Unidos        | Jetag Tsabolov Serbia Daichi Takatani Japón                   |
| 79 kg (18.09)  | Ajmed Usmanov · AIN            | Vladimer Gamkrelidze Georgia    | Mohamad Nojodi · Irán · Vasyl Myjailov · Ucrania              |
| 86 kg (17.09)  | David Taylor Estados Unidos    | Hasan Yazdani Irán              | Myles Amine · San Marino · Azamat Dauletbekov · Kazajistán    |
| 92 kg (18.09)  | Rizabek Aitmujan · Kazajistán  | Osman Nurməhəmmədov Azerbaiyán  | Feyzullah Aktürk Turquía Zahid Valencia Estados Unidos        |
| 97 kg (19.09)  | Ajmed Tazhudinov Baréin        | Maqomedxan Maqomedov Azerbaiyán | Kyle Snyder Estados Unidos Guivi Macharashvili Georgia        |
| 125 kg (17.09) | Amir Zare Irán                 | Gueno Petriashvili Georgia      | Taha Akgül Turquía Mason Parris Estados Unidos                |

### Lucha libre femenina
| Evento        | Oro                             | Plata                              | Bronce                                                         |
| ------------- | ------------------------------- | ---------------------------------- | -------------------------------------------------------------- |
| 50 kg (20.09) | Yui Susaki Japón                | Dolgorzhavyn Otgonzhargal Mongolia | Sarah Hildebrandt Estados Unidos Feng Ziqi China               |
| 53 kg (21.09) | Akari Fujinami Japón            | Vanesa Kaladzinskaya · AIN         | Lucía Yépez Guzmán · Ecuador · Antim Panghal · UWW             |
| 55 kg (19.09) | Haruna Okuno Japón              | Jacarra Winchester Estados Unidos  | Mariana Drăguțan · Moldavia · Anastasia Blayvas · Alemania     |
| 57 kg (20.09) | Tsugumi Sakurai Japón           | Anastasia Nichita Moldavia         | Helen Maroulis Estados Unidos Odunayo Adekuoroye Nigeria       |
| 59 kg (19.09) | Zhang Qi China                  | Yuliya Tkach · Ucrania             | Othelie Høie · Noruega · Jennifer Page Rogers · Estados Unidos |
| 62 kg (21.09) | Aisuluu Tynybekova · Kirguistán | Sakura Motoki Japón                | Grace Bullen · Noruega · Iryna Koliadenko · Ucrania            |
| 65 kg (20.09) | Nonoka Ozaki Japón              | Macey Kilty Estados Unidos         | Mimi Jristova Bulgaria Lili Lili China                         |
| 68 kg (21.09) | Buse Tosun Turquía              | Enjsaijanyn Delguermaa Mongolia    | Irina Rîngaci Moldavia Koumba Larroque Francia                 |
| 72 kg (21.09) | Amit Elor Estados Unidos        | Enj-Amaryn Davaanasan Mongolia     | Zhamila Bakberguenova · Kazajistán · Miwa Morikawa · Japón     |
| 76 kg (20.09) | Yuka Kagami Japón               | Aiperi Medet · Kirguistán          | Tatiana Rentería · Colombia · Adeline Gray · Estados Unidos    |

## Medallero
| Núm. | País            | Oro | Plata | Bronce | Total |
| ---- | --------------- | --- | ----- | ------ | ----- |
| 1    | Japón           | 6   | 3     | 3      | 12    |
| 2    | Estados Unidos  | 4   | 3     | 7      | 14    |
| 3    | Kirguistán      | 3   | 1     | 1      | 5     |
| 4    | Azerbaiyán      | 2   | 5     | 0      | 7     |
| 5    | Irán            | 2   | 3     | 4      | 9     |
| 6    | Turquía         | 2   | 1     | 4      | 7     |
| 7    | AIN             | 2   | 1     | 2      | 5     |
| 8    | Cuba            | 2   | 0     | 1      | 3     |
| 9    | Georgia         | 1   | 3     | 2      | 6     |
| 10   | Hungría         | 1   | 2     | 0      | 3     |
| 11   | Serbia          | 1   | 0     | 4      | 5     |
| 12   | China           | 1   | 0     | 3      | 4     |
| 13   | Kazajistán      | 1   | 0     | 2      | 3     |
| 14   | Francia         | 1   | 0     | 1      | 2     |
| 15   | Baréin          | 1   | 0     | 0      | 1     |
| 16   | Mongolia        | 0   | 3     | 0      | 3     |
| 17   | Armenia         | 0   | 1     | 4      | 5     |
| 17   | Ucrania         | 0   | 1     | 4      | 5     |
| 19   | Moldavia        | 0   | 1     | 2      | 3     |
| 20   | AIN             | 0   | 1     | 0      | 1     |
| 20   | Puerto Rico     | 0   | 1     | 0      | 1     |
| 22   | Bulgaria        | 0   | 0     | 3      | 3     |
| 23   | Noruega         | 0   | 0     | 2      | 2     |
| 23   | Uzbekistán      | 0   | 0     | 2      | 2     |
| 25   | Albania         | 0   | 0     | 1      | 1     |
| 25   | Alemania        | 0   | 0     | 1      | 1     |
| 25   | Colombia        | 0   | 0     | 1      | 1     |
| 25   | Ecuador         | 0   | 0     | 1      | 1     |
| 25   | Egipto          | 0   | 0     | 1      | 1     |
| 25   | UWW             | 0   | 0     | 1      | 1     |
| 25   | Nigeria         | 0   | 0     | 1      | 1     |
| 25   | República Checa | 0   | 0     | 1      | 1     |
| 25   | San Marino      | 0   | 0     | 1      | 1     |
|      | TOTAL           | 30  | 30    | 60     | 120   |